# Stenelmis calida
Stenelmis calida är en skalbaggsart som beskrevs av Chandler 1949. Stenelmis calida ingår i släktet Stenelmis och familjen bäckbaggar. Utöver nominatformen finns också underarten S. c. calida.